# Hikagehamakia albiguttata
Hikagehamakia albiguttata är en fjärilsart som beskrevs av Toshio Oku 1974. Hikagehamakia albiguttata ingår i släktet Hikagehamakia och familjen vecklare. Inga underarter finns listade i Catalogue of Life.